# El-Halídzs FC
A El-Halídzs FC egy szaúd-arábiai labdarúgócsapat, amelynek székhelye Szaíhát városában található. A klub a szaúd-arábiai első osztályban, a Pro League-ben szerepel. Hazai mérkőzéseit a 35 000 néző befogadására alkalmas Mohamed bin Fahd Herceg Stadionban játssza.

## Sikerlista
- First Division League
  - Feljutó (2): 2005–06, 2021–22

## További hivatkozások
- Soccerway honlapja